# Manuel Pereira de Sousa Barros

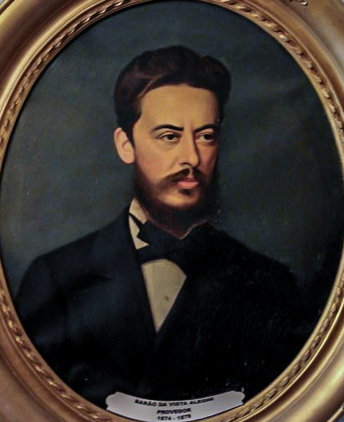
Retrato do barão de Vista Alegre

Manuel Pereira de Sousa Barros, primeiro e único barão de Vista Alegre (? — ?) foi um nobre brasileiro, agraciado barão em 17 de dezembro de 1881.

## História
Manuel Pereira de Souza Barros, natural de Valença, Rio de Janeiro. "CREAÇÃO DO TITULO: Barão por decreto de 17 de Desembro de 1881."
A sesmaria de Campo Alegre foi concedida em 23 de dezembro de 1806 ao Alferes Alexandre Manoel de Lemos. Poucos anos depois, essas terras foram passadas a Joaquim José dos Santos, proprietário da fazenda Chacrinha e produtor de cana açúcar, aguardente e gêneros de subsistência na região de Valença. Nas décadas de 1850 e 1860, já sob a administração de Manoel Pereira de Souza Barros, as fazendas se tornaram grandes produtoras de café para exportação. Desde então, a fazenda Campo Alegre foi eleita residência principal da família Souza Barros a qual manteve a Chacrinha como reserva de terras. Em 1871, o comendador Manoel Pereira de Souza Barros já possuía 150 mil pés de café e 182 escravos na fazenda Campo Alegre e 140.000 pés de café e 49 escravos na Chacrinha, sendo a última produtora também de milho, cana e aguardente para comercialização. Assim como outros grandes cafeicultores do período, Souza Barros investiu sua riqueza não só em terras e escravos, mas também em imóveis na Corte e na cidade de Valença, além de jóias, prataria e ações da companhia União Valenciana, alcançando um monte-mor 399:850$000 réis, conforme o seu inventário.
Tamanha fortuna foi herdada pelo homônimo e único filho do comendador Manoel Pereira de Souza Barros. O tenente coronel Manoel Pereira de Souza Barros, que já administrava a fazenda ao lado do pai desde os anos sessenta, expandiu os negócios comprando os sítios vizinhos de Santa Cruz, Retiro e a fazenda Nazareth, aumentando, assim, a gama de terras a serem cultivadas. Vislumbrando uma modernização do processo de escoamento da produção do Vale até a corte, Souza Barros participou da Fundação da Cia Estrada de Ferro União Valenciana e fez construir a estação de Souza Barros, depois nomeada Chacrinha, a qual parava nesta localidade e depois avançava 7 km por tração animal até a fazenda Campo Alegre. Em sua vida privada, procurava dotar sua residência do que tinha de mais moderno. A casa de morada da Campo Alegre possuía:  iluminação a gás, linha telefônica, sala de jantar com mesa de 44 lugares, sala de bilhar, piano, capela bem aparelhada e casa de banho. O prestígio social e poder local adquiridos por Souza Barros facilitaram seu acesso a capitão da Guarda Nacional, provedor da Irmandade da Santa Casa da Misericórdia, presidente da Câmara Municipal de Valença e barão de Vista Alegre. Contudo, o barão não conseguiu legar a seus filhos herdeiros uma fortuna bem estruturada como a que recebeu. Além da perda de capital gerada pelo processo de abolição da escravatura e a descapitalização sofrida com o divórcio e meação dos bens solicitados pela esposa d. Rita Arnalda Pereira de Souza Barros em 1889, o barão de Vista Alegre hipotecou a fazenda Campo Alegre, o sítio Retiro e alguns imóveis urbanos na capital como garantia para o empréstimo de 110 contos de reis com Banco da Lavoura e do Comercio do Brasil no ano seguinte. Ao falecer subitamente em janeiro de 1891, aos 42 anos, o barão deixa dívidas no valor de 500 contos de réis para um monte-mor de 630 contos de réis, fazendo com que todas as suas propriedades fossem a leilão no ano seguinte.
Manoel Pereira de Souza Barros adquiriu duas sesmarias de Joaquim José dos Santos em meados da década de 1840, mas levou algum tempo para estabelecer-se definitivamente com a família nas terras. Durante as décadas de 1850 e 1860, o capitão Souza Barros desenvolveu suas fazendas com lavoura de café. Residindo na Fazenda Campo Alegre, entretanto, não abandonou Chacrinha. Nesta última, que já possuía casa de morada e engenhos construídos por Santos em princípios do século XIX, Souza Barros mantinha engenho de cana, para a produção de aguardente e açúcar, gêneros ainda importantes, inclusive como moeda de troca. A Fazenda Chacrinha foi reservada ao seu filho homônimo, que substituiu uma modesta casa de vivenda construída por Santos. A atual sede da Fazenda Chacrinha começou a ser edificada no final da década de 1860 e foi concluída em 1881, mesmo ano que Manoel Pereira de Souza Barros é agraciado com o título de barão de Vista Alegre, coroando o auge de sua ascensão social. O barão herdou do pai 234 escravos e sabe-se que este número aumentou tempos depois. A abolição coincidiu com o mês de café maduro, por isso uma corrida contra o tempo surgiu para muitos fazendeiros. A safra de 1888 estava completamente comprometida, já que muitos haviam vendido o café no pé. Houve uma corrida aos bancos e casas comissárias. Com a perspectiva de perder tudo que havia conquistado e com a saúde abalada por complicações cardíacas o Barão de Vista Alegre falecia em 1891, com 42 anos de idade. A Fazenda Chacrinha que, estava hipotecada, foi arrematada pelos Esteves Irmãos e Cia., e sem sabermos do real motivo da dissolução do patrimônio rural dos Esteves, a fazenda foi novamente a leilão pelo Banco do Brasil, em 1901. A Chacrinha foi administrada por vários proprietários ao longo dos anos, passando apenas por uma grande restauração, que foi concluída em 1987. A fazenda está em excelente estado de conservação. Tem como vocação econômica, a criação de gado da raça nelore e girolando para corte e leite. Até pouco tempo tinha produção da aguardente ‘Chacrinha’.